# فلورا مارتیروسیان
فلورا آرتاشسی مارتیروسیان (ارمنی: Ֆլորա Արտաշեսի Մարտիրոսյան؛ ۵ فوریهٔ ۱۹۵۷ – ۲۰ نوامبر ۲۰۱۲) خواننده سبک موسیقی فولکور اهل ارمنستان بود. وی بنیانگذار بنیاد «Artists for Peace» بود.

## زندگی‌نامه
فلورا مارتیروسیان در ۵ فوریه ۱۹۵۷ در لنیناکان (گیومری فعلی) به دنیا آمد. وی مهارت آوازخوانی را از مادر خویش به ارث برده بود. مارتیروسیان در مدرسه موسیقی گیومری تحصیل نمود. وی در مسابقه «گارون ۷۳» شرکت نمود که جایزه نخست نصیب وی شد. وی از کنسرواتوری دولتی ایروان فارغ‌التحصیل شد. دیرتر در سال ۱۹۸۷ با یک روزنامه‌نگار به نام «هراهات گئورگیان» ازدواج نمود. در سال ۱۹۷۸ نخستین جایزه بین‌المللی خویش را در جشنواره بین‌المللی هامبورگ برنده شد. ترانه این اثر توسط گوسان آشوت خلق شده بود. … در سال ۱۹۸۷ به همراه خانواده به لس‌آنجلس نقل مکان نمود. در سال ۱۹۹۷ به ایروان بازگشت. بین سال‌های ۱۹۹۷ تا ۲۰۰۱ مارتیروسیان مدیر مدرسه موسیقی آرمن تیگریان ایروان بود.

## درگذشت
وی در اثر عوارض ناشی از جراحی کیسه صفرا در لس آنجلس، کالیفرنیا درگذشت و در پانتئون کومیتاس در ایروان به خاک سپرده شد.